# MGM-52 Lance
Die MGM-52 Lance war eine von den Vereinigten Staaten entwickelte nuklearwaffenfähige Kurzstreckenrakete. Der Systemindex der US-Streitkräfte lautet MGM-52. Die Lance gehörte zur Klasse der Battlefield short-range ballistic missiles (BSRBM).

## Entwicklung
Die MGM-52 Lance wurde als Nachfolgemodell der MGR-1 Honest John und MGM-29 Sergeant konzipiert. Das Verteidigungsministerium der Vereinigten Staaten forderte eine Rakete mit einem Nukleargefechtskopf und einer Schussdistanz von mindestens 45 km. Dabei sollte das ganze Raketensystem von Luftfahrzeugen (Flugzeuge und Hubschrauber) transportierbar sein. Der Entwicklungsauftrag wurde Lockheed Martin (LTV) zugesprochen. Dort begann man Ende 1962 mit der Systementwicklung. Der erste Teststart einer XMGM-52A-Rakete erfolgte am 15. März 1965 auf der White Sands Missile Range. Nachdem es mit dem Flüssigtreibstoff-Raketenantrieb zu erheblichen Problemen gekommen war, musste Pratt & Whitney Rocketdyne einen komplett neuen Raketenantrieb entwickeln. Dies verzögerte die Fertigstellung der Rakete um viele Monate. Der erste Teststart einer solch modifizierten Rakete erfolgte im März 1969. Nach Truppenversuchen im Jahr 1971 wurde die MGM-52 Lance im Frühjahr 1973 bei den Streitkräften der Vereinigten Staaten eingeführt. Bis zum Produktionsende im Jahr 1980 wurden je nach Quelle 2314–3000 Raketen hergestellt.

## Technik

### Fahrzeuge

M752 der Bundeswehr (1976, Zeichnung)

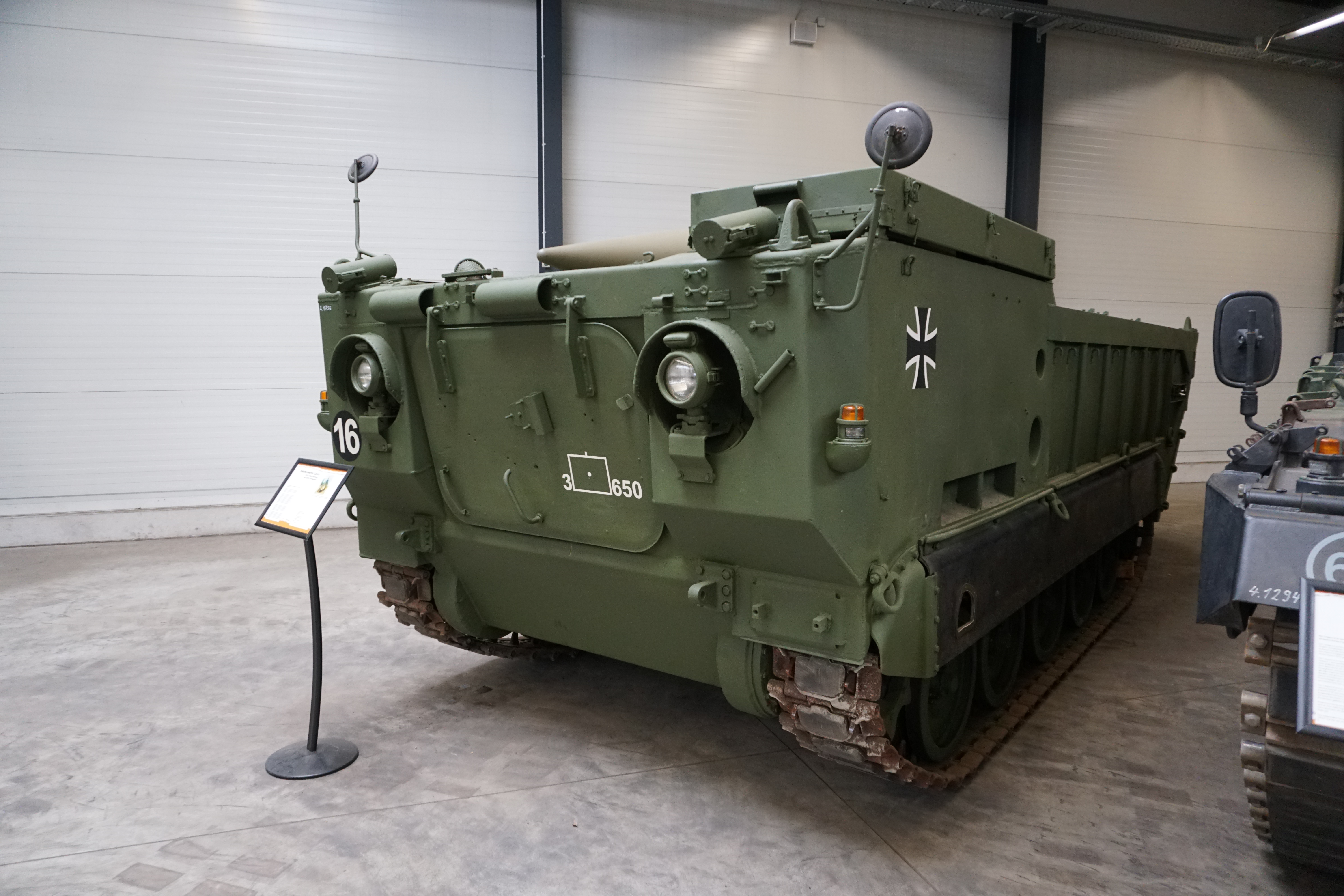
Raketenwerfer Lance (M725 Fahrgestell mit M782 Startgestell)

Die Lance wurde mit dem M752 Self Propelled Launcher (SPL), einem Kettenfahrzeug transportiert und von diesem gestartet. Das Startfahrzeug war mit einer Rakete bestückt und konnte bis zu vier Soldaten transportieren. Das Fahrzeug konnte mit einer Adapter-Startschiene auch die älteren M50 Honest John-Raketen starten. Insgesamt wurden 1729 M752-Startfahrzeuge produziert. 
Ein M668 Loader Transporter (LT)  diente als Versorgungsfahrzeug zum Transport und führte zwei Raketen mit. Das Fahrzeug verfügte über einen hydraulisch betriebenen Kran, mit welchem die Raketen auf die Startschiene des M752-Startfahrzeug aufgesetzt werden konnten.
Beide Fahrzeuge erreichten eine Fahrgeschwindigkeit von 55 km/h und waren geländegängig sowie schwimmfähig.  Die Fahrzeuge waren 5,2 m lang, 2,85 m breit und maßen in der Höhe 2,75 m. Angetrieben wurde sie von einem wassergekühlten Zweitakt-V6-Dieselmotor mit einer Leistung von 202 kW (275 PS).Die nackte Wanne der Fahrzeuge M752 und M688 ohne die Rüstsätze als Werferfahrzeug bzw. Transportfahrzeug wurde als M667 bezeichnet und basierte auf dem M113-Mannschaftstransporter.
Weiter existierten ein M740 Launcher Zero Length (LZL) ein Anhänger für den Raketenstart und Transport. Dieser kam vor allem bei Lufttransport zum Einsatz. Der Anhänger konnte mitsamt der Rakete mit einem Hubschrauber, bevorzugt als Innenlast, ausnahmsweise als Außenlast transportiert werden. Am Boden konnte der einachsige Anhänger von einem leichten Lastkraftwagen, 2,5t - 5t,  gezogen werden. In der Bundeswehr wurde dazu der LKW 5t tmil, DB 1017 verwendet, der auch grundsätzlich zum Mannschaftstransport bei Verwendung des Kettenfahrzeugs als Startgestell eingesetzt wurde.

### Rakete

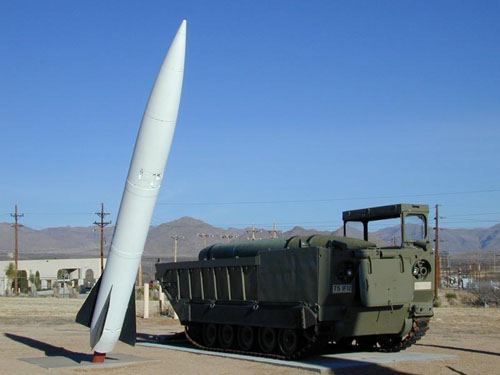
Lance-Rakete im White Sands Missile Range Museum

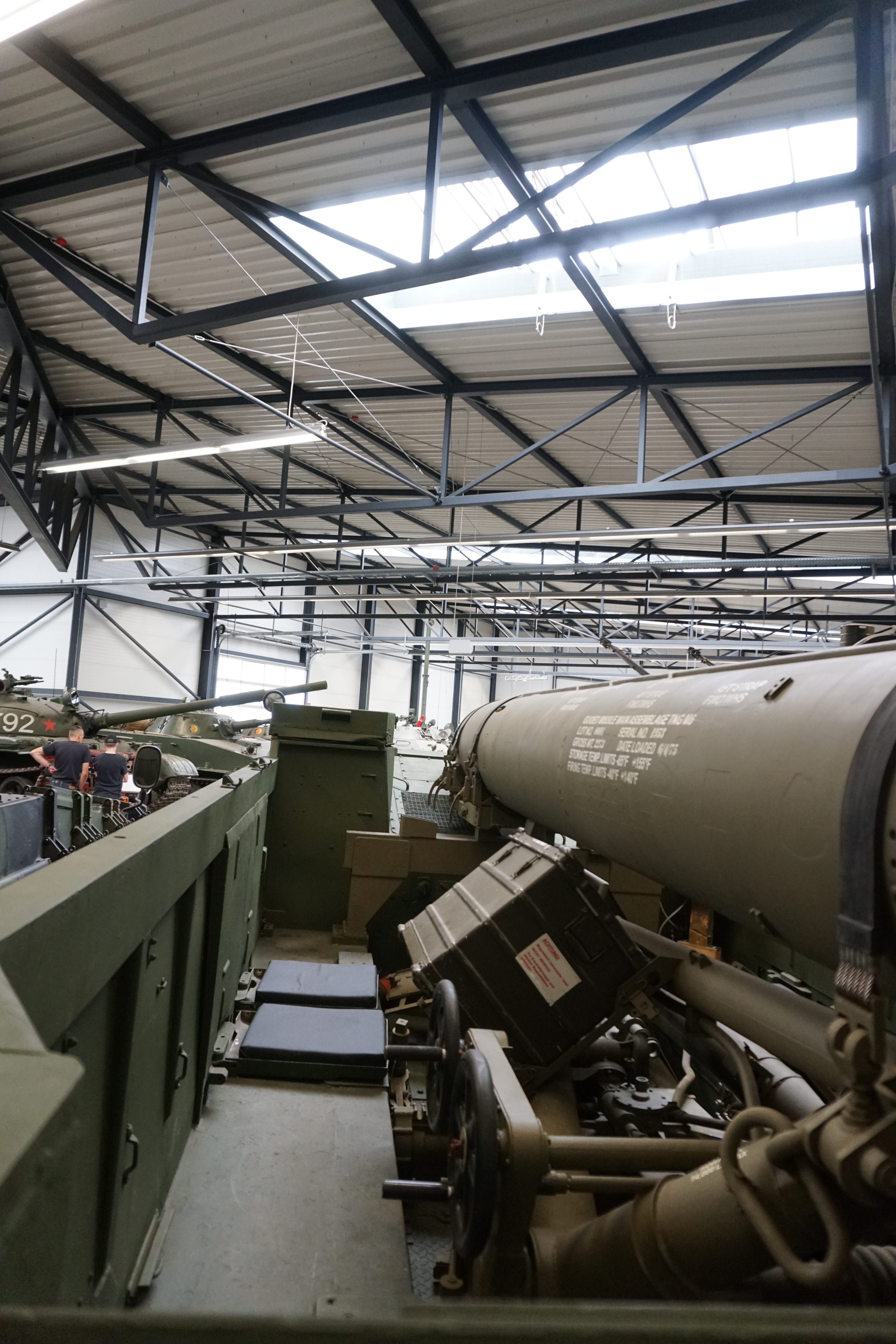
Raketenwerfer Lance (M782 Startgestell auf M725 Fahrgestell)

Die Lance-Rakete lässt sich in drei Hauptkomponenten gliedern: Der Rumpf mit dem Raketenmotor, genannt M-5 MMA (Missile Main Assemblage), der Gefechtskopf und die vier Stabilisierungsflügel. In der MMA war das versiegelte Flüssigtreibstoff-Raketentriebwerk mit zwei konzentrischen Brennkammern im Rumpfheck montiert. Der Raketenrumpf hatte eine Länge von 3,95 m und einen Außendurchmesser von 560 mm. Im mittleren, zylindrischen Teil waren zwei Tanks untergebracht. Diese enthielten 499 kg RFNA-Oxidator und 170 kg UDMH-Brennstoff. Die Treibstoffförderung erfolgte durch je einen als Kolben wirkenden, beweglichen Tankboden in jedem Tank, der mit Druckgas aus pyrotechnischen Feststoff-Gasgeneratoren beaufschlagt wurde. Durch die Verschiebung der Tankböden wurde die jeweilige Treibstoffkomponente in das Triebwerk gedrückt, nachdem beim Start eine Berstscheibe die Leitungen freigab. Eine Regelvorrichtung regelte den Druck des Arbeitsgases, ein Teil desselben wurde in den ersten Flugsekunden durch vier tangentiale Schubdüsen ausgeblasen, um die Rakete in Rotation um die Längsachse zu versetzen. Im Rumpfheck war neben der Düse der Gasgenerator und der Turbogenerator für die Elektrizitätsversorgung untergebracht. Zuoberst im MMA war die AN/DJW-48-Lenkeinheit montiert. Diese bestand aus einem einfachen Trägheitsnavigationssystem mit einem Analog-Digital-Steuersystem. Am Rumpf wurden vor dem Start vier trapezförmige Stabilisierungsflächen montiert. Zur Auswahl standen die kleinen M29- oder die großen M30-Flächen. Oben am Rumpf wurde die Gefechtskopfsektion mit einer Länge von 2,46 m aufgesetzt.

### Gefechtsköpfe
Die Lance-Rakete konnte wahlweise mit einem Nukleargefechtskopf, einem konventionellen Splittergefechtskopf oder einem Gefechtskopf für Streumunition bestückt werden. Weiter wurde auch ein Gefechtskopf für chemische Kampfstoffe entwickelt. In den Streitkräften der Vereinigten Staaten war der Standardgefechtskopf nuklear und die konventionellen Gefechtsköpfe waren primär für Übungszwecke und den Export vorgesehen.

#### Nukleargefechtsköpfe
Die Nukleargefechtsköpfe waren in der M234-Gefechtskopfsektion untergebracht. Diese wog beladen 212 kg. Der Standard-Sprengkopf war der W70-1/2-Nuklearsprengkopf mit einer wählbaren Sprengleistung von 1, 10, 50, oder 100 kT. Weiter wurde der Typ W70-3 entwickelt. Dies war ein Nukleargefechtskopf mit erhöhter Neutronenstrahlung und hatte eine wählbaren Sprengleistung von 0,1 oder 1 kT. Die Nuklearsprengköpfe konnten mit einem Radar-Näherungszünder in der Luft (Airburst) oder bei Bodenkontakt zur Detonation gebracht werden.

#### Konventionelle Gefechtsköpfe
Der erste konventionelle Gefechtskopf für die Lance bestand aus einer 453 kg schweren Hohlladung. Dieser Gefechtskopf wurde bei Bodenkontakt gezündet. Als Nächstes folgte der M118-Splittergefechtskopf mit einem Gewicht von 463 kg. Weiter wurde auch ein Splittergefechtskopf mit einem Gewicht von 227 kg produziert. Die Splittergefechtsköpfe konnten mit einem Näherungszünder über dem Ziel oder bei Bodenkontakt zur Detonation gebracht werden. Diese konventionellen Gefechtsköpfe wurden nur in Kleinserie hergestellt.

#### Gefechtsköpfe für Streumunition
Neben den Nukleargefechtsköpfen waren die Gefechtsköpfe für Streumunition (Submunition) am weitesten verbreitet. Der erste Gefechtskopf dieser Art war der Typ M251. Dieser enthielt 836 kreisrunde M40-Splitterbomblets. Diese Bomblets wogen je 0,47 kg und wurden bereits mit der MGR-1 Honest John verwendet. Als Nächstes folgte der M251A1-Gefechtskopf mit 860 BLU-63-Splitterbomblets zu je 0,45 kg. Diese beiden Gefechtsköpfe entstanden als Zwischenlösung. Die spätere Serie der Lance war ab 1978 mit einem M251A1-Gefechtskopf mit 580 M74-Splitterbomblets zu je 0,59 kg beladen. Weiter existierte der M251A2-Gefechtskopf mit 300 M74-Splitterbomblets. Die Gefechtsköpfe für Streumunition wurden in einer vorbestimmten Höhe durch eine Zerlegeladung aktiviert und verteilt die Streumunition über dem Zielgebiet. Die Bomblets gingen in einem kreisförmigen Gebiet mit einem Radius von 100–410 m nieder (je nach Gefechtskopf). Die Bomblets detonierten bei Bodenkontakt.

#### Gefechtskopf für chemische Kampfstoffe
Für die Lance wurde in den 1970er-Jahren auch ein Gefechtskopf für chemische Kampfstoffe entwickelt. Dieser E27-Gefechtskopf war mit 1.140 E139-Bomblets beladen. Jedes Bomblet enthielt eine Sprengladung von 120 Gramm Tetryl sowie 300 Gramm Nervengift vom Typ Sarin. Nach dem Ausstoßen aus dem Gefechtskopf gingen die Bomblets in einem kreisförmigen Gebiet mit einem Radius von 200–250 m nieder. Die Bomblets detonierten bei Bodenkontakt und setzten den Kampfstoff frei. Ob dieser Gefechtskopf in Serie produziert wurde, ist nicht bekannt.

## Nutzung

### Gefechtsgliederung
Die MGM-52 Lance kam in der Regel auf Korpsebene zum Einsatz. Ein Lance-Bataillon bestand aus einer Stabsbatterie, drei Raketenbatterien sowie einer Versorgungsbatterie. Jede Raketenbatterie hatte zwei Feuereinheiten (drei in Kriegszeiten) mit jeweils zwei M752-Startfahrzeugen und zwei M668-Versorgungsfahrzeugen für den Raketen-Nachschub. So konnte ein Lance-Bataillon zeitgleich 12 Raketen zum Einsatz bringen. 1990 hatten die USA und die NATO rund 90 Startfahrzeuge in Europa stationiert, es standen 850 nukleare sowie 300 konventionelle Lance-Gefechtsköpfe bereit. Ab 1990 wurde die Lance in den USA durch die MGM-140 ATACMS ersetzt.

### Einsatzkonzeption
Der Start der Lance-Rakete erfolgte im Regelfall aus einer vorbereiteten Feuerstellung. Diese lag in der Nähe der Korpsartillerie und rund 15 km hinter dem Vorderen Rand der Verteidigung. Die Startvorbereitungen dauerten in einer unvorbereiteten Feuerstellung rund 15 Minuten und in einer vorbereiteten Stellung 10 Minuten. Das Nachladen des M752-Startfahrzeugs dauerte 20 Minuten. Vor dem Start wurde das Startfahrzeug grob in Richtung des Zielgebietes ausgerichtet. Dann mussten an der Rakete die vier Stabilisierungsflächen montiert werden. Nach weiteren Vorbereitungen wurde die Startschiene mit der Rakete auf den entsprechenden Neigungswinkel angestellt. Der Raketenstart erfolgte über eine kabelgebundene Bedienkonsole aus sicherem Abstand. Das Triebwerk wurde durch das Mischen von Treibstoff und Oxidator, welche hypergol reagierten, gezündet. Das Triebwerk entwickelte einen Startschub von 186,3 kN. Die Schubkraft nach der Startphase betrug 9,7–19,6 kN. Zusätzlich besaß die Rakete Rotationstriebwerke, welche während der Startphase arbeiteten. Diese Triebwerke lagen in der mittleren Rumpfsektion. Die Abgase der Rotationstriebwerke traten aus vier Düsen aus, die senkrecht zur Längsachse und tangential zum Umfang der Rakete angeordnet waren. Dadurch wurde die Rakete in eine Drehung um ihre Längsachse versetzt, was den Flug stabilisierte. Während der Beschleunigungsphase (engl. boost phase) ermittelte die Lenkeinheit die Kurskorrekturen. Die Raketendüse war starr verbaut und die Richtungssteuerung erfolgte durch das Einspritzen von flüssigem Freon in den Schubstrahl. Die maximale Brenndauer des Raketentriebwerkes betrug 120 Sekunden. Nachdem die Rakete einen voraus errechneten Punkt im Raum erreicht hatte, wurden das Triebwerk und die Lenkeinheit abgeschaltet. Die Brennschlussgeschwindigkeit lag bei rund Mach 3,0. Der Weiterflug der Rakete erfolgte steuer- und antriebslos auf der Flugbahn einer Wurfparabel. Die maximale Schussdistanz von 125 km wurde in 200 Sekunden zurückgelegt. Das Apogäum lag dabei bei 45,7 km. Die minimale Schussdistanz betrug 5 km bei einem Apogäum von 1,35 km. Die maximale Schussdistanz der Lance stand in Abhängigkeit zum verwendeten Gefechtskopf. Mit den Nukleargefechtsköpfen erzielte die Lance eine maximale Reichweite von 125 km. Wurden die Splittergefechtsköpfe verwendet, betrug die maximale Schussdistanz je nach Gefechtskopftyp 60–120 km. Mit den Gefechtsköpfen für Streumunition lag die maximale Schussdistanz zwischen 75 und 120 km. In Abhängigkeit zur Schussdistanz wurde ein Streukreisradius (CEP) von 150 bis 375 m erzielt.

## Varianten
- MGM-52A Lance:  1. Prototyp auch XMGM-52 bezeichnet. Reichweite ~50 km.
- MGM-52B Lance: 1. Serienversion ab 1973. Reichweite 125 km.
- MGM-52C Lance: 2. Serienversion ab 1978. Mit verbessertem Raketenantrieb. Reichweite 125 km.
- Lance 2: Im Rahmen des Assault Breaker-Projekts wurden die T16 und T22-Raketen entwickelt, ausgerüstet mit 20 intelligenten Subprojektilen. Nach mehreren Teststarts wurde das Projekt in den 1980er-Jahren eingestellt.

## Lance in Deutschland

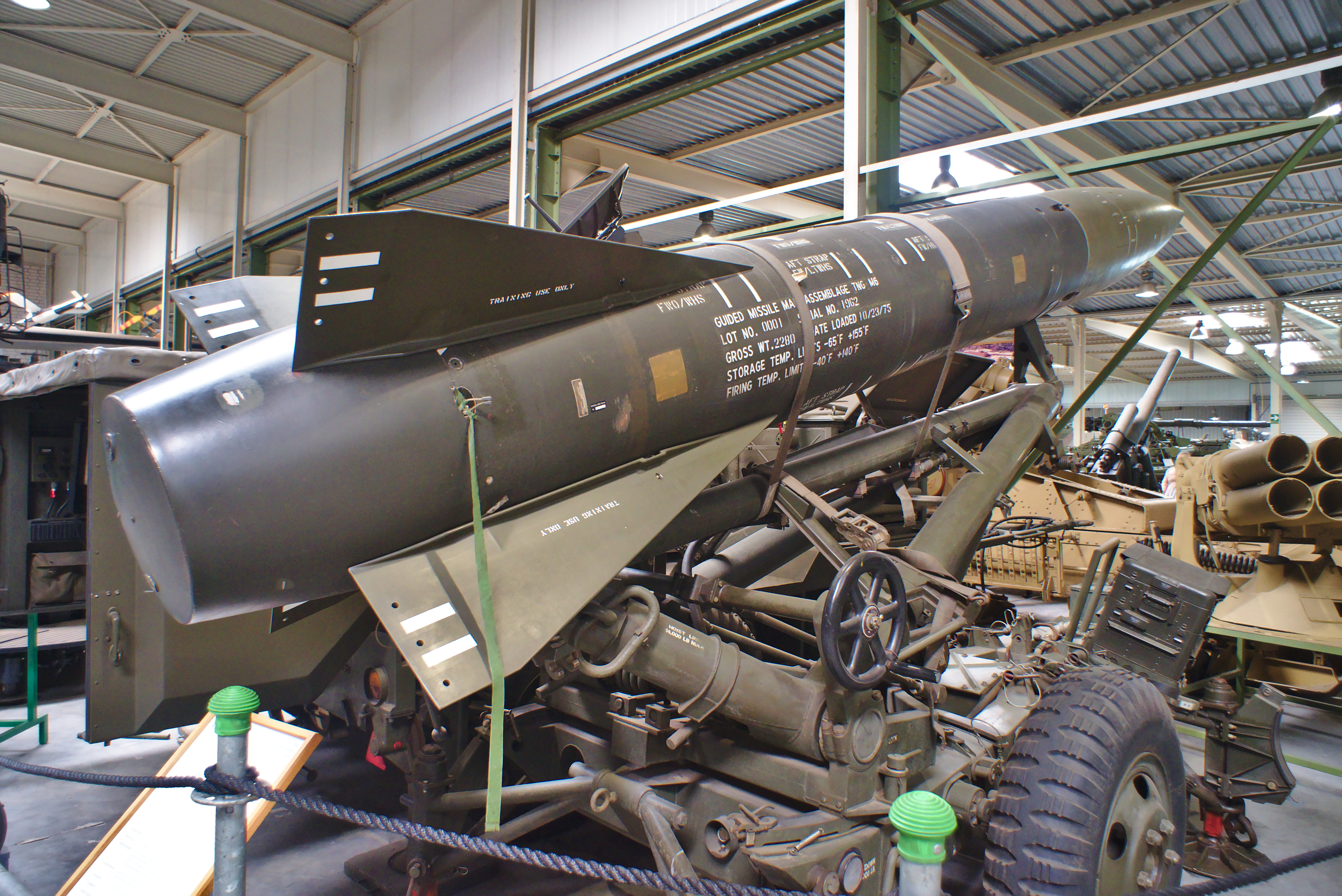
MGM-52 Lance auf Anhänger M740 in der Wehrtechnischen Studiensammlung Koblenz

Neben den USA beschafften verschiedene NATO-Staaten das System, darunter Mitte der 1970er auch die Bundesrepublik Deutschland. Vier Raketenartilleriebataillone (RakArtBtl) der Korpsartillerie der Bundeswehr erhielten Lance als Nachfolger der MGM-29 Sergeant. Diese Bataillone waren zwischen Schleswig-Holstein und Baden-Württemberg folgendermaßen verteilt:
- Raketenartilleriebataillon 150 in der Schill-Kaserne, Wesel, Nordrhein-Westfalen
- Raketenartilleriebataillon 250 in der Eberhard-Finckh-Kaserne, Engstingen, Baden-Württemberg
- Raketenartilleriebataillon 350 in der Westerwald-Kaserne, Montabaur, Rheinland-Pfalz
- Das ebenfalls mit Lance ausgerüstete Raketenartilleriebataillon 650 in der von-Briesen-Kaserne in Flensburg wurde als Besonderheit bei der 6. Panzergrenadierdivision in Schleswig-Holstein disloziert. Im Verteidigungsfall war es für die Unterstellung unter das Korps LANDJUT vorgesehen.

Bei der Bundeswehr kamen der Lade- und Transportpanzer M668 (Kettenfahrzeug), das Startfahrzeug M752 bzw. das abnehmbare Startgestell M782 zum Einsatz. Die Kettenfahrzeuge basierten auf dem US-amerikanischen Typ M667, weiterentwickelt aus dem Transportpanzer M113.
Die Verfügungsgewalt über die in speziell befestigten sogenannten Sondermunitionslagern (Special Ammunition Storage) deponierten Nuklearsprengköpfe lag innerhalb der NATO bei den USA und wurde bei den einzelnen Einheiten durch ein US Army Field Artillery Detachment wahrgenommen. Die Bewachung erfolgte in Kooperation der US-amerikanischen Detachments und Bewachungseinheiten (Begleitbatterien) der Bundeswehr.
Das Waffensystem wurde aufgrund des INF-Vertrages von 1987 außer Dienst gestellt. Die deutschen Lance-Einheiten wurden bis 1993 aufgelöst. Ein Exemplar der MGM-52 Lance befindet sich in der Wehrtechnischen Studiensammlung Koblenz. Ein Startfahrzeug M752 befindet sich im Deutschen Panzermuseum Munster.

## Verbreitung
Innerhalb der USA und einigen Ländern der NATO wurden die letzten Lance-Systeme Anfang der 1990er-Jahre durch das ATACMS-System abgelöst. In Südkorea und Taiwan befand sich die Lance in modifizierten Ausführungen bis Anfang der 2000er-Jahre im Einsatz.
- Belgien – 9 Startfahrzeuge[17]
- Deutschland – 26 Startfahrzeuge[15][17]
- Niederlande – 9 Startfahrzeuge[17]
- Iran – unbekannte Anzahl[18]
- Israel – 20 Startfahrzeuge[17]
- Italien – 9 Startfahrzeuge[17]
- Taiwan – unbekannte Anzahl[18]
- Südkorea – unbekannte Anzahl[18]
- Vereinigtes Königreich – 20 Startfahrzeuge[17]
- Vereinigte Staaten – unbekannte Anzahl